# Экваториальная Гвинея на летних Олимпийских играх 2004
Экваториальная Гвинея принимала участие в Летних Олимпийских играх 2004 года в Афинах (Греция) в шестой за свою историю, но не завоевала ни одной медали. Сборную страны представляла 1 женщина.